# John Morgan, 6. Baron Tredegar

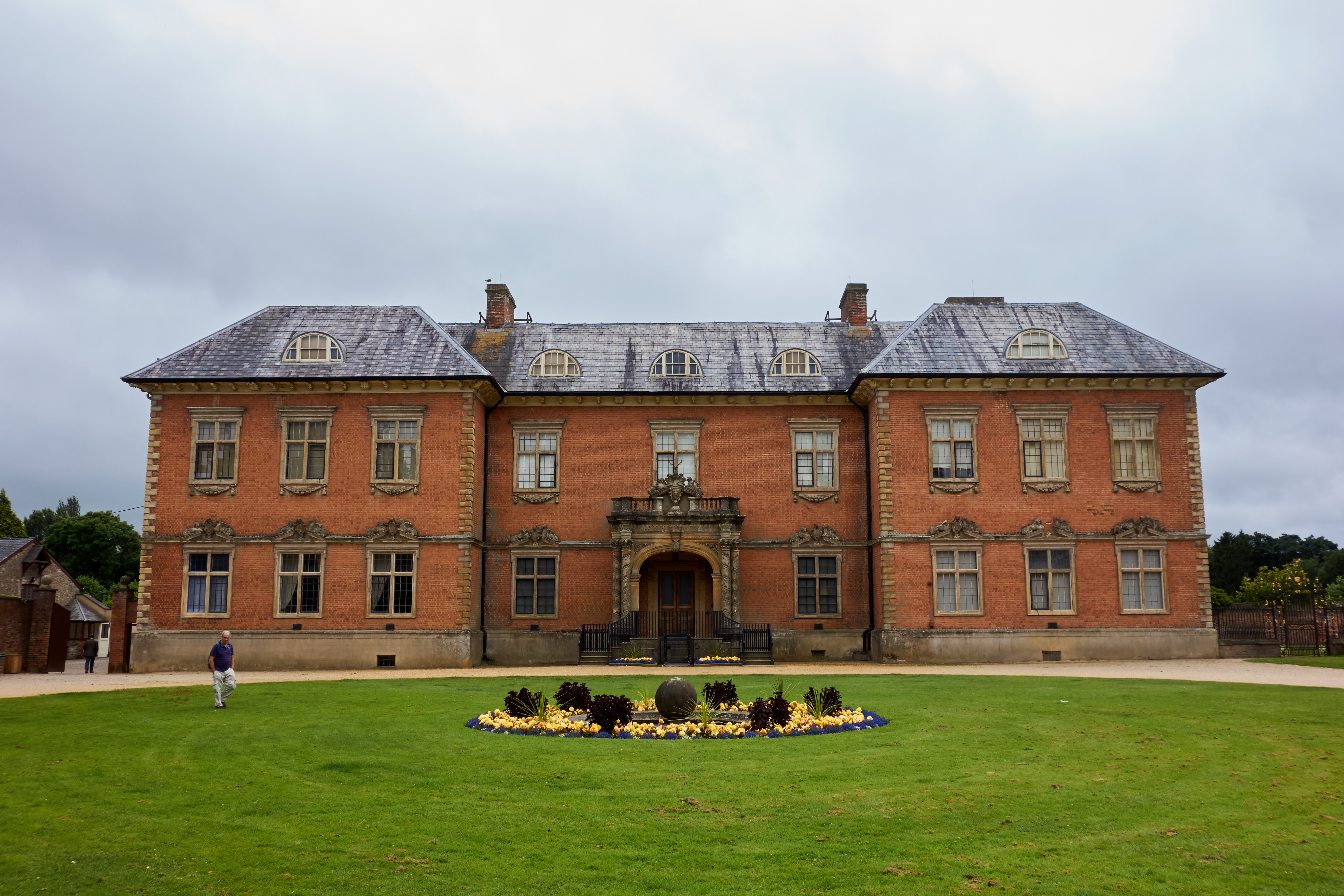
Tredegar House, der 1951 von John Morgan verkaufte Familiensitz der Familie Morgan

Frederic Charles John Morgan, 6. Baron Tredegar, genannt John Morgan, 6. Baron Tredegar (* 26. Oktober 1908; † 17. November 1962) war ein britischer Adliger und Politiker.
John Morgan entstammte einer Nebenlinie der walisischen Adelsfamilie Morgan. Er war der einzige Sohn von Frederic Morgan und von dessen Frau Dorothy Syssylt und besuchte das Eton College. Während des Zweiten Weltkriegs diente er zwischen 1939 und 1945 als Offizier bei den King’s Own Scottish Borderers und später in Stäben in Großbritannien und im Mittleren Osten, wobei er bis zum Oberleutnant aufstieg. Sein Cousin Evan Morgan, 2. Viscount Tredegar starb 1949 kinderlos. Den Titel Baron Tredegar erbte daraufhin Morgans Vater, während Evan Morgan die Ländereien der Familie direkt an John Morgan vererbt hatte, um Erbschaftssteuern zu sparen. Morgan verkaufte jedoch in den nächsten Jahren den Besitz einschließlich des Familiensitzes Tredegar House. Nach dem Tod seines Vaters 1954 erbte er den Titel Baron Tredegar, womit er Mitglied des House of Lords wurde. Im gleichen Jahr heiratete er Joanna Russell, die Ehe blieb aber kinderlos. Mit seinem Tod erlosch die Familie Morgan in männlicher Linie, damit auch der Titel Baron Tredegar und der nachgeordnete Titel Baronet Morgan. Das Familienarchiv hatte Morgan bereits zuvor der National Library of Wales übergeben, mit seinem kinderlosen Tod wurde es endgültig Eigentum der Bibliothek.